# 吉尔吉特
吉尔吉特（乌尔都语：گلگت，希尼亚语：گـلیت‬），巴基斯坦吉尔吉特-巴尔蒂斯坦省首府。总人口216,760。（1998年）
吉尔吉特市行政上构成吉尔吉特乡，隶属吉尔吉特县。

## 地理
吉尔吉特市海拔1,500 m (4,921 ft)，位于喀喇昆仑公路上。吉爾吉特河（Gilgit River)，又稱吉薩爾河（Ghizar River），是印度河的一條支流，因流經吉爾吉特而得名。位於巴基斯坦吉爾吉特-巴爾蒂斯坦的北部地區。吉爾吉特河發源於申杜爾湖。古稱婆夷水或弱水。

## 历史
唐玄宗时高仙芝所征“大小勃律”中的“小勃律”今天的吉尔吉特，“大勃律”即今天的巴爾蒂斯坦。
在英属印度时期，该地为吉尔吉特特区，隶属查谟和克什米尔土邦。

## 友好城市
- 中国喀什